# Wassyl Marotschko
Wassyl Iwanowytsch Marotschko (ukrainisch Василь Іванович Марочко, wiss. Transliteration Vasylʹ Ivanovyč Maročko; * 5. Februar 1956 in Welyka Tschernihiwka, Ukrainische SSR) ist ein ukrainischer Historiker.

## Leben
Wassyl Marotschko kam im Dorf Welyka Tschernihiwka (Велика Чернігівка) im Rajon Owrutsch der ukrainischen Oblast Schytomyr zur Welt und absolvierte 1981 die Fakultät für Geschichte des staatlichen pädagogischen Instituts in Kiew. M. Gorki.
Im Zeitraum 1981 bis 1995 war er Doktorand, Nachwuchsforscher, Forscher und Senior Researcher am Institut für Geschichte der Ukraine, der Nationalen Akademie der Wissenschaften der Ukraine (NAS).
Nachdem er 1995 zum Doktor der Geschichtswissenschaften promovierte war er bis 2002 leitender Forscher am Institut für Geschichte der Ukraine der 1920er-1930er Jahre. In den Jahren von 2002 bis 2007 leitete er das Zentrum für die Erforschung des Völkermords an der ukrainischen Bevölkerung des Instituts für Geschichte der Ukraine der NAS.
Zwischen 2008 und 2015 war er Vorsitzender der Vereinigung der Holodomor-Forscher in der Ukraine.
Er veröffentlichte zahlreiche Werke zum Holodomor sowie dutzende Monographien zu historischen Themen der 1920er und 1930er Jahre.

## Ehrungen
- 2005: Verdienter Arbeiter der Wissenschaft und Technologie der Ukraine[1]